# Al Jaffee
Pour les articles homonymes, voir Jaffee.
Al Jaffee, né le 13 mars 1921 à Savannah (Géorgie) et mort le 10 avril 2023 à New York (État de New York), est un dessinateur américain.

## Biographie
Al Jaffee débute en 1941 comme artiste de comic book, travaillant notamment pour la compagnie Timely / Atlas Comics sous la direction de Stan Lee, pour laquelle il dessine entre autres le personnage de Patsy Walker pendant dix ans, de 1946 jusqu'à octobre 1956. Il rejoint en 1955 l'équipe du magazine Mad, dont il reste jusqu'à sa retraite en 2020 un collaborateur régulier et reconnu.

## Prix et récompenses
- 1971 : Prix spécial de la National Cartoonists Society (NCS)
- 1973 : Prix de la publicité et de l'illustration de la NCS
- 1975 : Prix spécial de la NCS
- 1979 : Prix du comic book humoristique de la NCS
- 2001 : Prix Harvey du meilleur auteur pour ses publications dans Mad
- 2008 : Prix Reuben pour ses publications dans Mad
- 2008 : Prix Inkpot
- 2009 : Prix Harvey du meilleur auteur et prix spécial de l'humour pour Tall Tales
- 2013 : Temple de la renommée Jack Kirby
- 2016 : Temple de la renommée Harvey Kurtzman